# 채권매입업
채권매입업(債權買入業, factoring)이란 타인이 물건·유가증권의 판매, 용역의 제공 등에 의하여 취득하였거나 취득할 영업상의 채권(이하 이 장에서 "영업채권"이라 한다)을 매입하여 회수하는 것을 말한다. 이를 영업으로 하는 자를 채권매입업자라 한다. 영업채권의 채무자가 그 채무를 이행하지 아니하는 경우 채권매입업자는 채권매입계약의 채무자에게 그 영업채권액의 상환을 청구할 수 있다. 다만, 채권매입계약에서 다르게 정한 경우에는 그러하지 아니하다.
팩터링이라는 용어가 더 많이 사용된다.

## 개념
기업이 물건을 판매할때, 현금을 받고 판매할 수도 있지만 외상으로 판매할 수도 있다. 외상으로 판매하면, 현금을 받는 것이 아니라 채권(accounts receivable)을 받는다. 그 채권을 금융기관 등의 제3자에게 할인 판매하면 기업은 현금을 챙길 수 있다. 이때 채권을 구매해주는 제3자를 팩터(factor)라고 한다.
채권인수를 담당하는 회사 즉 팩터(factor)는 일반적으로 은행이나 기관이다. 예를 들어 기업이 은행에서 돈을 빌린 후 설비 투자를 하고 물건을 만들어서 외상판매한 후 매출채권을 받으면, 돈을 빌린 은행에 그 채권을 본래 가격보다 할인해서 파는 식으로 빚을 갚는다. 이것이 팩터링의 가장 전형적인 이용 방식이다.

## 문제점
팩터링으로 성장하는 기업의 규모가 커질 경우, 매출채권의 액수 또한 늘어나게 되는데 이는 어디까지나 외상 판매이므로 판매 대금 회수가 제대로 안된다면 채권을 구매해준 금융기관이 피해를 입는 것은 물론 기업도 순식간에 몰락하게 된다. 팩터링을 활용하면 자금을 쉽게 조달해 빠르게 성장할 수 있지만, 매출 규모가 커진 후에도 이러한 방식이 지속되는 것은 바람직하지 않다.

## 사례
매출채권을 이용해 1조원 넘는 매출규모로 실적을 부풀리다가 2014년 10월 갑자기 부도를 낸 모뉴엘이 팩터링을 이용해 급성장한 후 몰락한 전형적인 사례이다. 자세한 사항은 모뉴엘 항목 참조.

## 같이 보기
- 상행위